# Nanohammus aberrans
Nanohammus aberrans là một loài bọ cánh cứng trong họ Cerambycidae.